# Meulan (tổng)
Tổng Meulan là một tổng của Pháp, tọa lạc tại tỉnh Yvelines trong vùng Île-de-France của Pháp.

## Phân chia hành chính
Tổng Meulan được chia thành 9 xã:
- Chapet: 1 124 dân
- Évecquemont: 672 dân
- Gaillon-sur-Montcient: 646 dân
- Hardricourt: 1 918 dân
- Meulan: 8 394 dân
- Mézy-sur-Seine: 1 789 dân
- Les Mureaux: 31 739 dân
- Tessancourt-sur-Aubette: 920 dân
- Vaux-sur-Seine: 4 369 dân